# Euploea ornata
Euploea ornata är en fjärilsart som beskrevs av Hans Fruhstorfer 1900. Euploea ornata ingår i släktet Euploea och familjen praktfjärilar. Inga underarter finns listade i Catalogue of Life.